# Scarabaeus striatus
Scarabaeus striatus là một loài bọ cánh cứng trong họ Bọ hung (Scarabaeidae).